# Heinrich Brüssow

a Compétitions nationales et continentales officielles uniquement.

b Matchs officiels uniquement.
Dernière mise à jour le 19 août 2015.
Heinrich Wilhelm Brussow, né le 21 juillet 1986 à Bloemfontein (Afrique du Sud), est un joueur de rugby à XV international sud-africain. Il évolue au poste de troisième ligne aile pour le club des Cheetahs. il évolue principalement dans un registre de plaqueur-récupérateur, et ce à un très haut niveau.
il prend toujours le côté ferme (n° 6). C'est un joueur très dangereux et physique.

## Biographie
Il dispute sa première cape lors de la tournée 2009 des Lions britanniques le 20 juin 2009. Il a été remarqué lors de la saison 2009.

## Carrière

### En club
- depuis 2007 : Free State Cheetahs en Currie Cup
- depuis 2007 : Cheetahs en Super 14 et Super 15

### En équipe nationale
Au 19 août 2015, Heinrich Brüssow compte 23 sélections sous le maillot des Springboks, inscrivant un total de cinq points, un essai. Il a été sélectionné pour la première fois avec les Springboks le 22 novembre 2008 contre l'Angleterre.